# Beginenhofkirche Mecheln

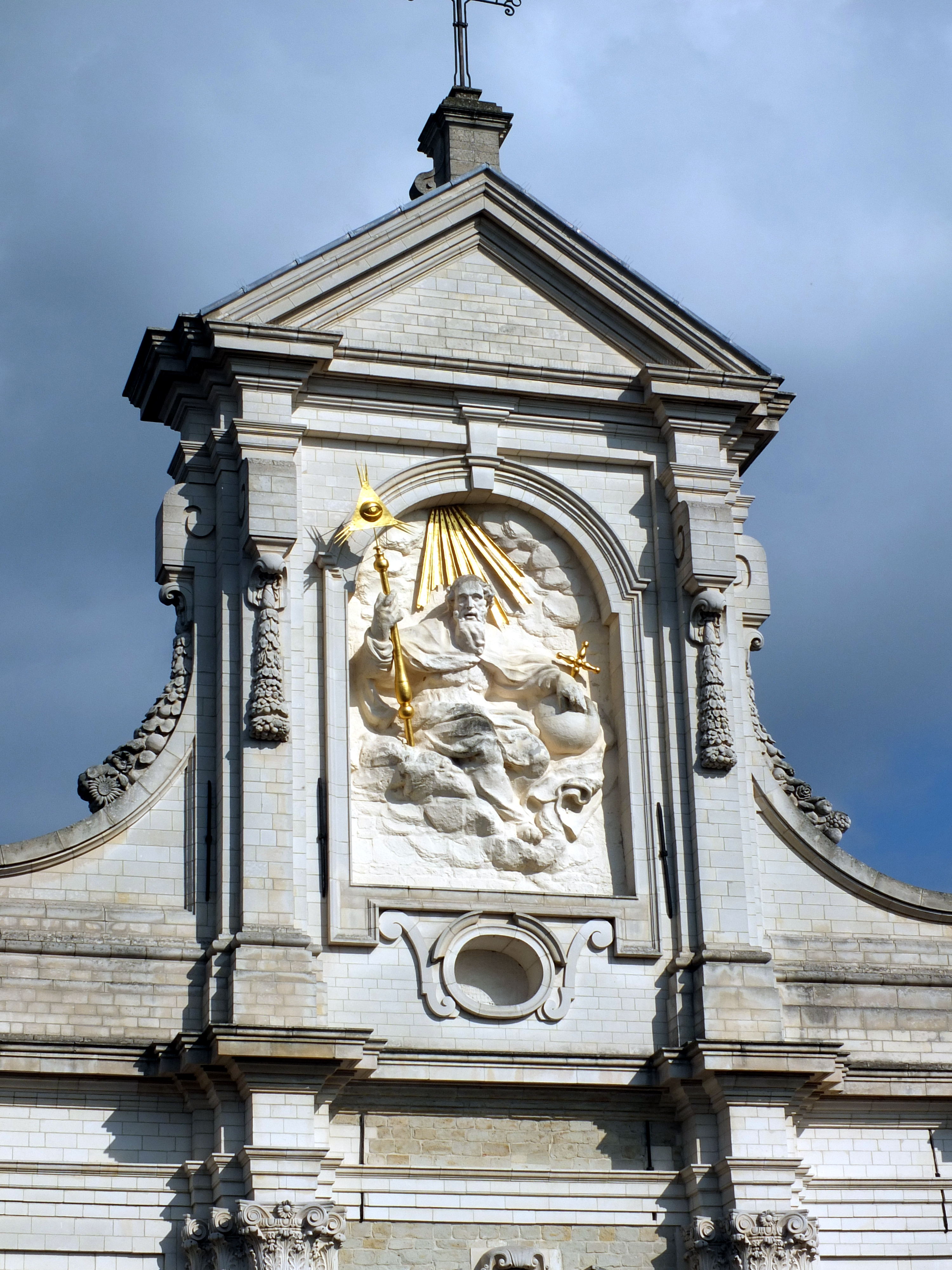
Giebel der Beginenhofkirche Mecheln

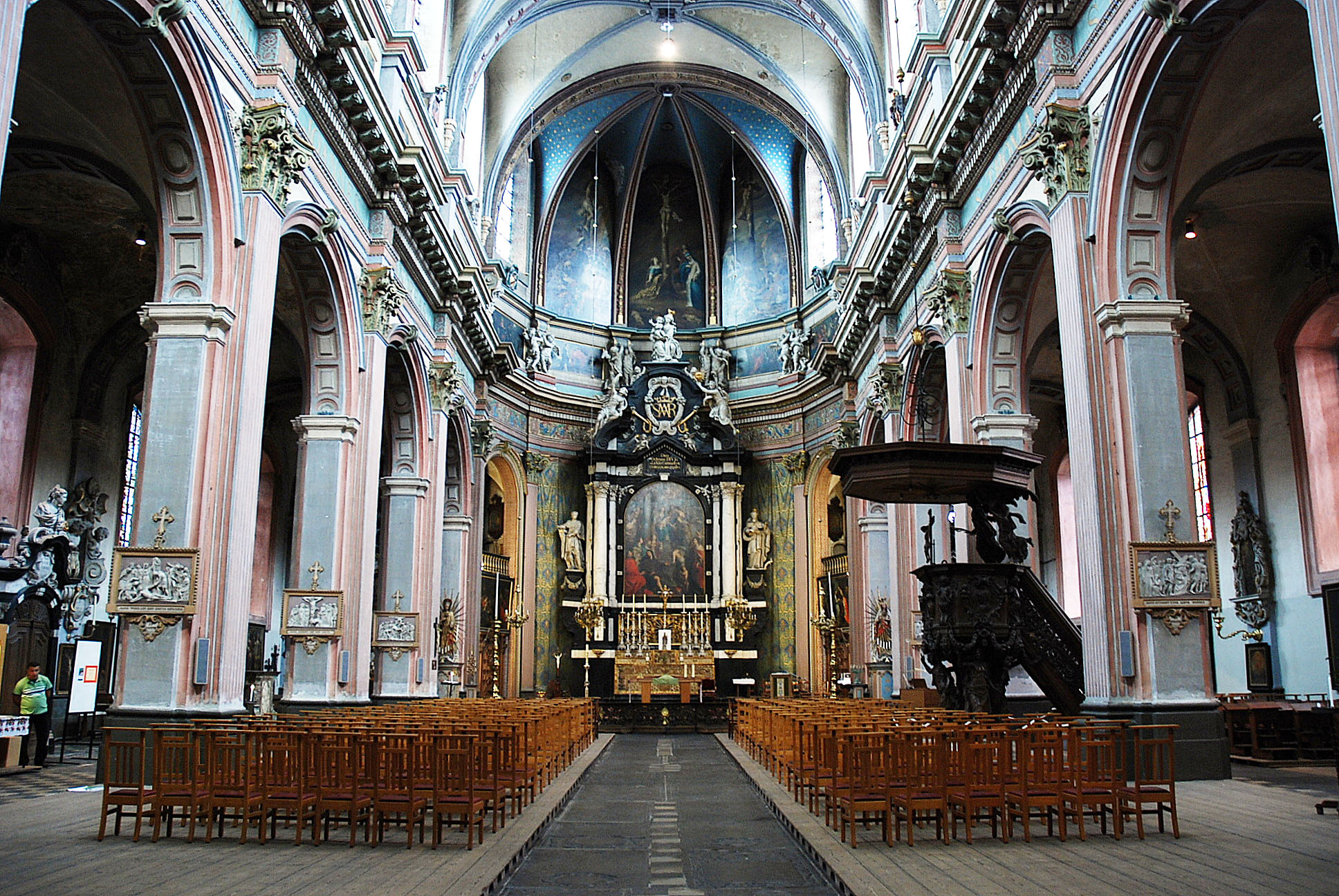
Innenansicht

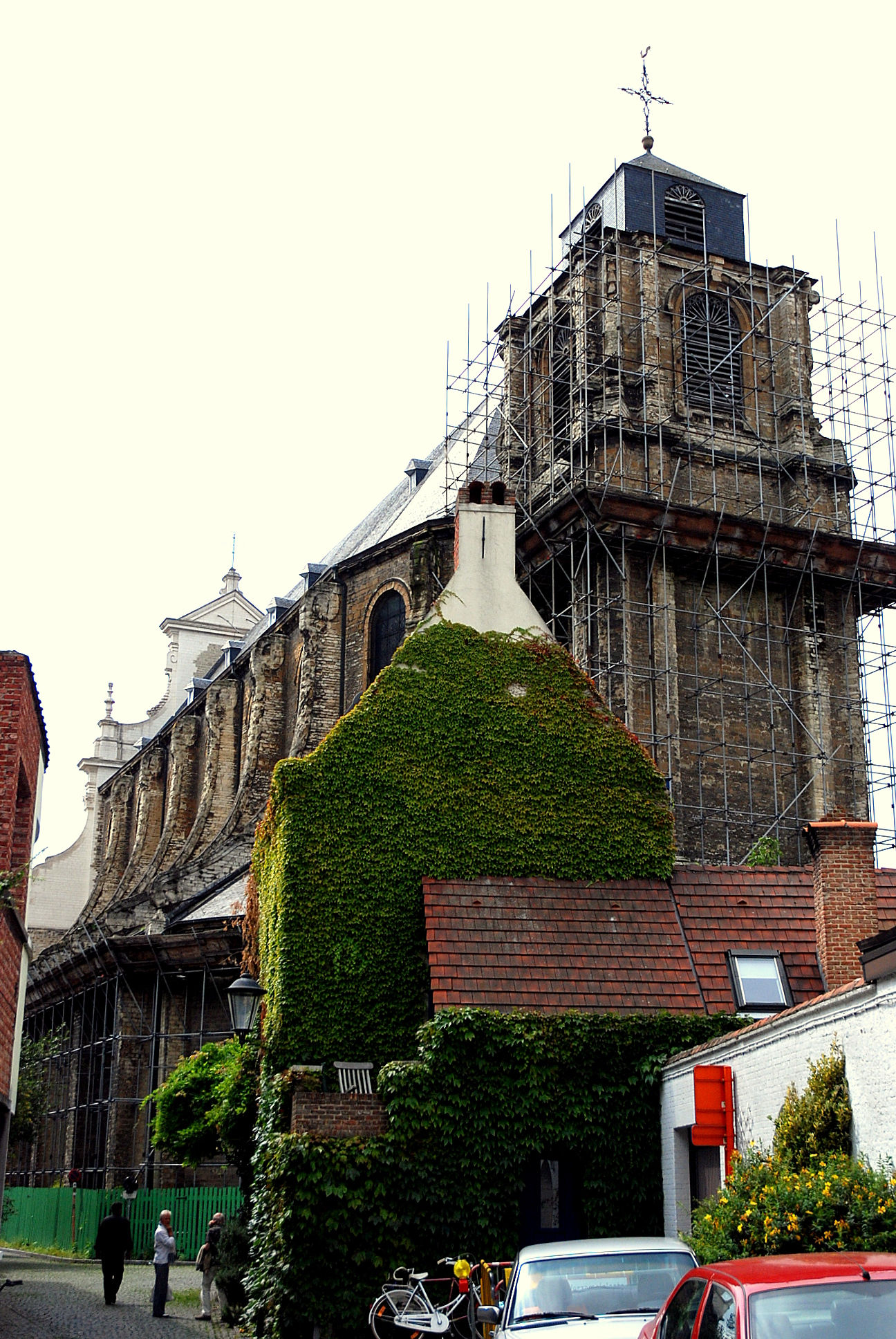
Rückfront der Kirche

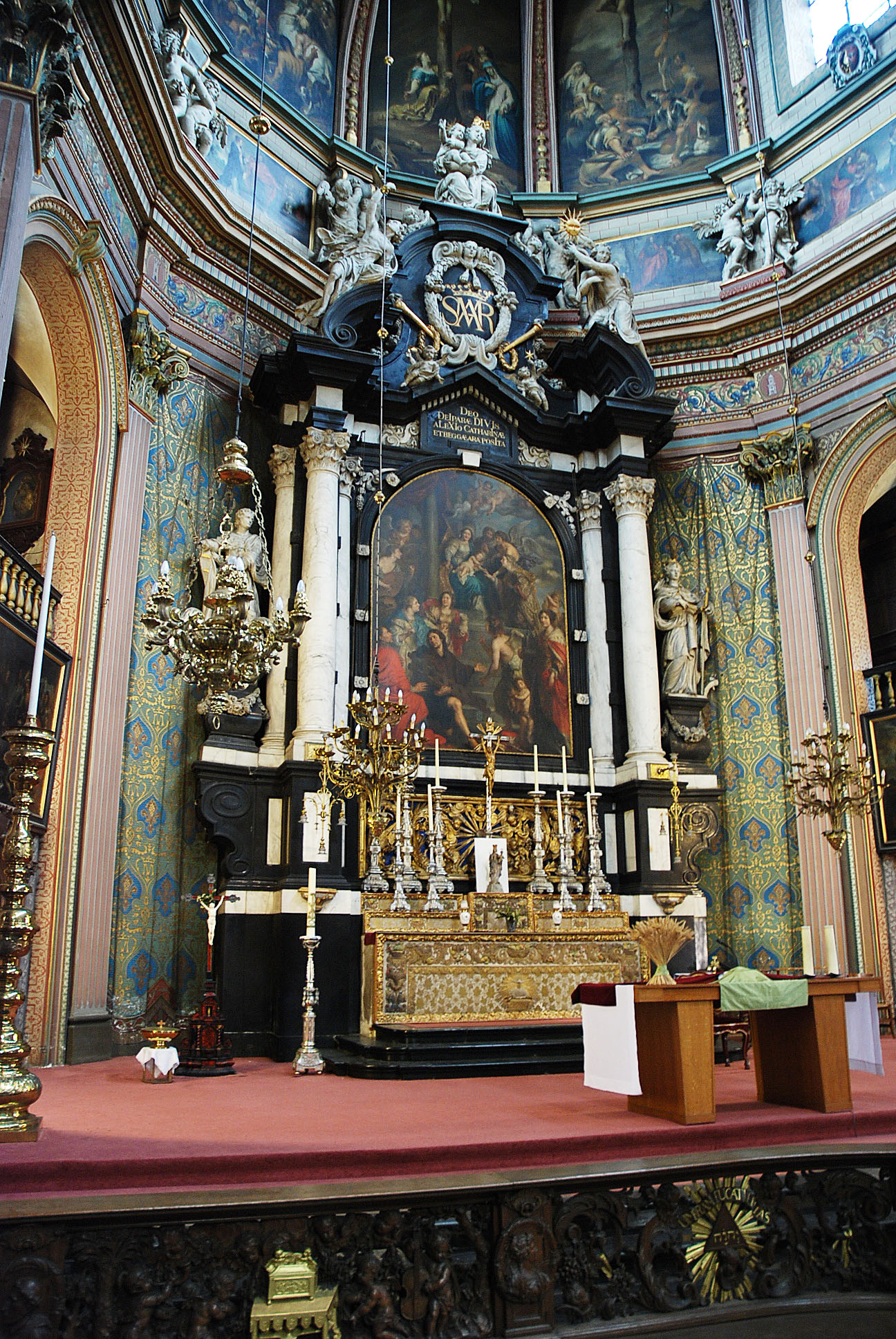
Hauptaltar

Die Beginenhofkirche Mecheln (niederländisch Begijnhofkerk Mechelen) ist eine Kirche, die Teil des Beginenhofs der belgischen Stadt Mecheln ist.
Die Kirche, die Alexius von Edessa und Katharina von Alexandria geweiht ist, ersetzte eine 1596 geweihte provisorische Kirche. Die Beginen ließen sich auf dem Land nieder, das ihnen von den Alexianern geschenkt wurde, nachdem sie sich im 13. Jahrhundert im Bereich der heutigen Begijnenstraat niederließen. Nach 1259 zogen sie außerhalb der Stadtmauern in das Dreieck zwischen Oscar van Kesbeeckstraat-Afleidingsdijle-Maurits Sabbestraat. Nach den religiösen Unruhen im 16. Jahrhundert kehrten sie in die Stadtmauern zurück, zunächst in das Gebiet der Keizerstraat, später bezogen sie nach und nach das Gebiet der heutigen Nonnenstraat als ständigen Wohnsitz.

## Baugeschichte
Im Jahr 1629 fertigte Pieter Huyssens, Ingenieur und Jesuit, eine Reihe von Zeichnungen für die Aushebung der Fundamente der heutigen Kirche an. Später taucht auch der Name von Jacob Franquart, eines Brüsseler Hofarchitekten, auf. Die Bauarbeiten an der Kirche wurden 1637 abgeschlossen; die Außenfassade und der Innenraum wurden danach gebaut.
Die Fassade, die zu Beginn des 21. Jahrhunderts teilweise restauriert wurde, besteht aus drei Etagen. Die untersten Stockwerke bestehen aus korinthischen und dorischen Halbsäulen, die von einem Giebel mit Voluten gekrönt werden. Es ist ein typisches Beispiel für die Architektur des Barock.
Lucas Faydherbe war höchstwahrscheinlich nicht an der Errichtung der Kirche beteiligt. Nachdem Francart 1645 aus gesundheitlichen Gründen die Arbeit aufgeben musste, setzte er die Arbeiten an der Innenausstattung fort. Das Relief Gottvater (1646–1647) an der Giebelseite (siehe Bild) wird ihm zugeschrieben.
Wie viele andere Kirchengebäude wurde auch die Beginenhofkirche von den französischen Revolutionstruppen verkauft, aber 1804 an die Beginen zurückgegeben. Der Beginenhof wurde jahrzehntelang vernachlässigt. Seit etwa 2008 ist es wieder eine beliebte Wohngegend.

## Inneres
Italien war die Inspirationsquelle für die Architektur der Innenräume. Davon zeugen die Rundbogenarkaden auf Pfeilern, die das Kirchenschiff vom Hauptschiff trennen. Die Lackierung in Hellblau, Rosa, Türkis und Beige stammt vom Anfang des 20. Jahrhunderts. Der Holzboden ist weiß geschliffen. Der Chor ist niedrig gehalten, um den Altar im Geiste der Gegenreformation näher an die Gläubigen heranzubringen.
Das Innere war mit Skulpturen und etwa fünfzig Gemälden aus dem 17. Jahrhundert geschmückt. Die meisten dieser Gemälde sind erhalten geblieben. Einige von ihnen zeigen Fragmente aus dem Leben von Heiligen, die bei den Beginen beliebt waren, wie Alexius und Katharina, aber auch Damian und Begga, wegen ihres asketischen Lebensstils. Die Beginen gaben ihre Gemälde bei den berühmtesten südniederländischen Malern des 17. Jahrhunderts wie Jan Cossiers und Theodoor Boeyermans in Auftrag.
Die Werke im Hochchor über dem Altar, die die Muttergottes, Alexius und Katharina darstellen, stammen von Jan Van Der Steen. Das Gemälde Die Himmelfahrt Mariä aus dem Jahr 1672 hinter dem Altar stammt von Lucas Franchoys dem Jüngeren. Die Bilder werden regelmäßig ausgetauscht. An der Rückwand der Kirche befinden sich unter anderem Werke von Quentin Massys und Gaspar de Crayer.
Die naturalistische Kanzel ist ein anonymes Werk aus der Zeit um 1700. Drei Engel mit Fackeln tragen den Kanzelkorb.
Die Orgel ist ein Werk von Jos Stevens aus dem Jahr 1904 mit 18 Registern auf zwei Manualen und Pedal.

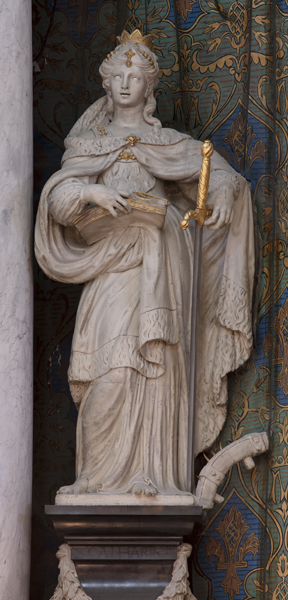
H. Katharina (von Jan Van den Steen)
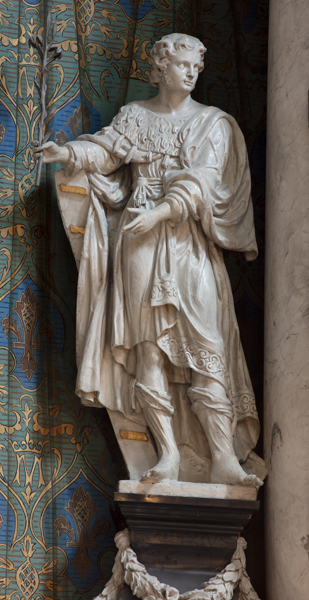
H. Alexius (von Jan Van den Steen)
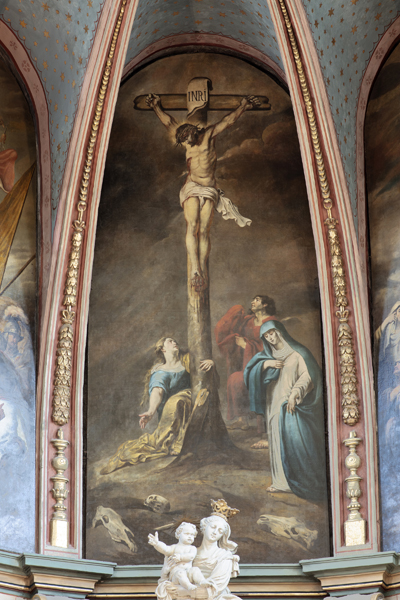
Golgotha (von Jan Cossiers)
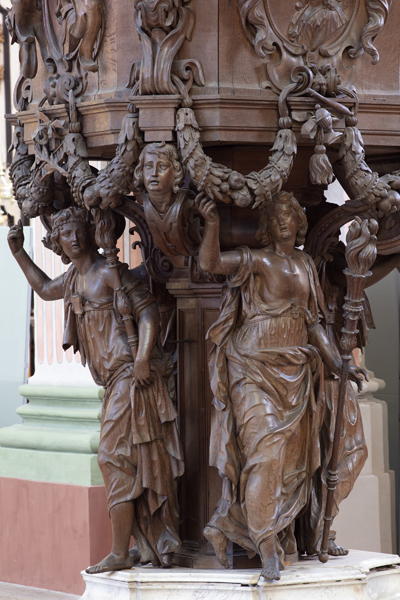
Kanzel
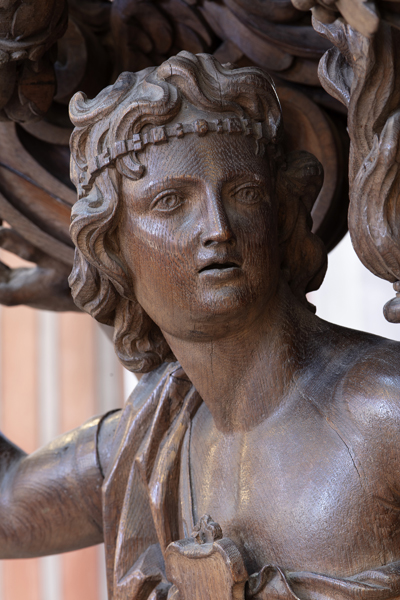
Kanzel (Detail)